# Gipiemme
Gipiemme è un'azienda italiana produttrice di componenti per bici da corsa fondata nel 1964.
Nata come officina meccanica standard, successivamente si è specializzata nella progettazione e realizzazione di parti e componenti per ciclo conto terzi, fino a realizzare i propri gruppi completi per bicicletta. Lo stabilimento è collocato nel comune di Loria, in provincia di Treviso.

## Storia[1]
Negli anni ottanta del XX secolo Gipiemme si specializza nella componentistica del ciclo; nel 1980 inizia la produzione di componenti per telai, tra cui anche i forcellini, nel 1984 produce la prima ruota completamente in fibra di carbonio e nel corso del 1985 Gipiemme crea la prima produzione di ruote complete da Pista e da Cronometro, realizzate in fibra di vetro e denominate "lenticolari" proprio per la tipica forma a lente.

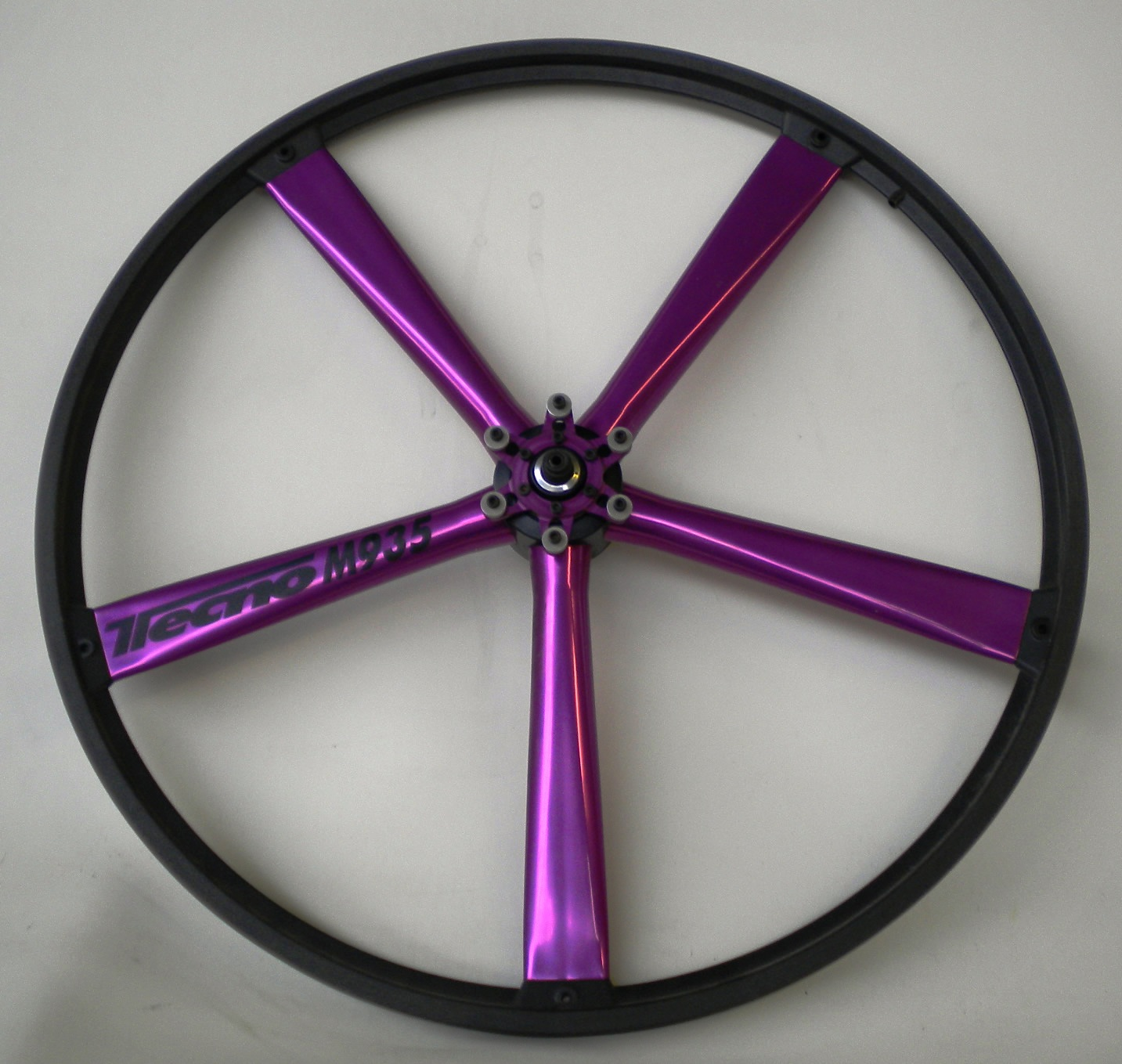
Ruota a razze

Nel 1989, Gipiemme dà il via alla produzione di ruote a razze in alluminio e in carbonio entrambe dotate di tecnologia aeronautica.
Durante il 1992 Gipiemme completa la sua gamma di prodotti rinnovando la ruota classica a raggi con il modello Tecno 416. Nello stesso anno abbandona definitivamente la produzione dei gruppi dedicandosi solamente alla produzioni delle ruote e ad alcuni modelli particolari di selle.
Nel corso del 1999 viene presentata la prima ruota alleggerita a CNC, nonché le ruote con raggi raggruppati a coppie a terne e a quaterne. Nello stesso anno viene progettata anche una sella in carbonio, inserita poi nella gamma di prodotti nel 2000 e denominata Stealth 2000.
Nel 2002 viene sviluppato e lanciato il brevetto SBS (Short Breaking System) che garantisce una riduzione dello spazio di frenata mantenendo però la sicurezza nella tenuta di strada.

## Squadre sponsorizzate[2][3]
- 1977: Carlos-Gipiemme (Belgio)
- 1979-1983: Inoxpran

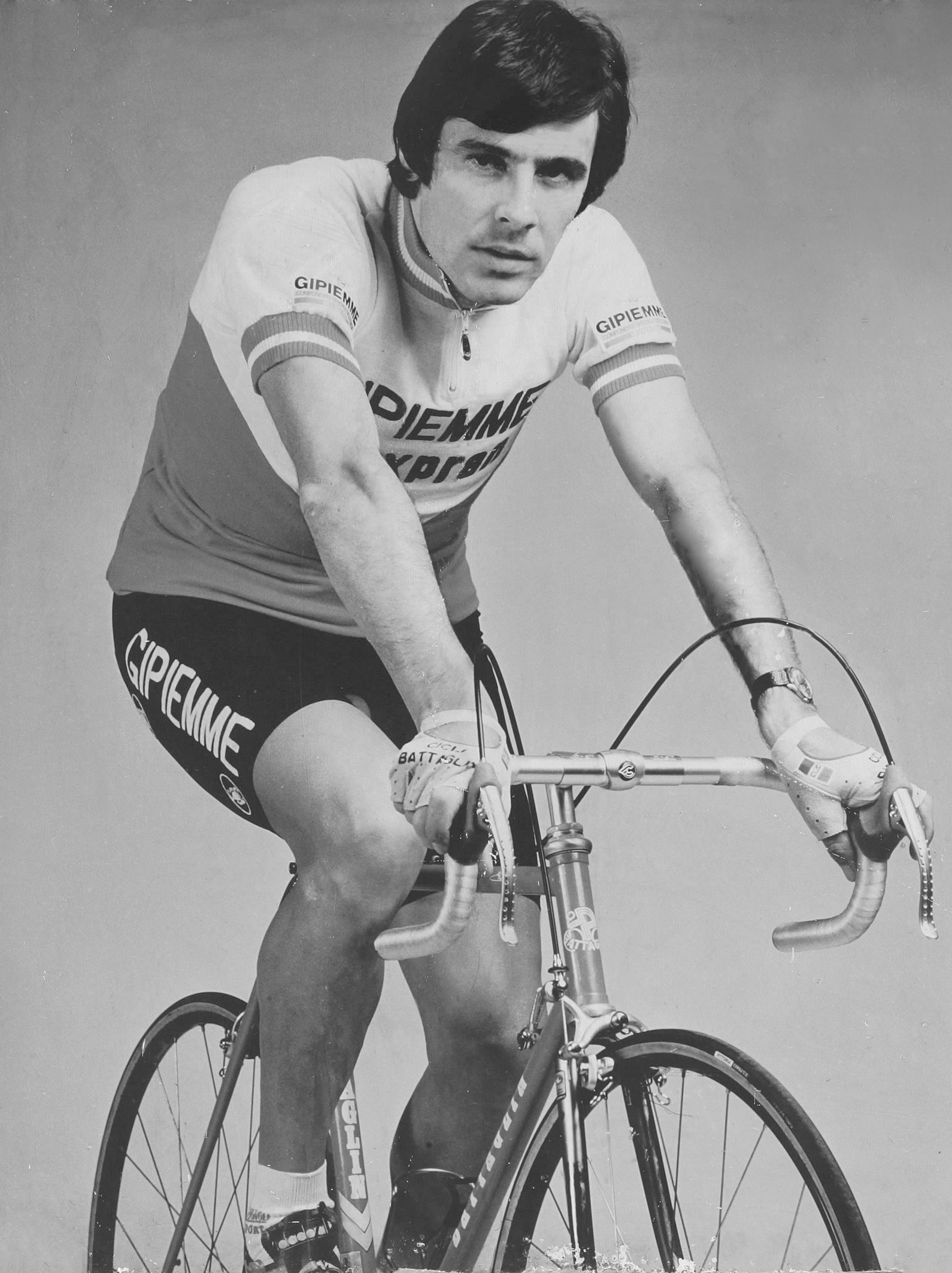
Giovanni Battaglin in maglia Inoxpran-Gipiemme

- 1980: Rauler-Gipiemme (Germania Ovest)
- 1987: Colchon CR (Spagna)
- 1995-1997: Aki-Gipiemme
- 2005-2010: Chirio-Forno d'Asolo
- 2005-2011: Corpo Forestale dello Stato